# Coppa dell'Amicizia italo-francese 1959
La Coppa dell'Amicizia italo-francese 1959 è stata la 1ª edizione dell'omonima competizione calcistica europea, e contestualmente la 1ª edizione e vedere contrapposte Francia e Italia attraverso alcune loro squadre di club.

## Formula
Il torneo, giocato secondo la formula di partite di andata e ritorno, vide la partecipazione di squadre di club francesi ed italiane, in particolare le prime quattro classificate di prima divisione e i vincitori dei tornei cadetti. Ai fini della classifica finale, i loro risultati e punteggi vennero accorpati per nazionalità, in modo da stilare un'unica classifica basata sulla Lega d'appartenenza.
Le sfide di andata si giocarono in Francia il 14 giugno, mentre quelle di ritorno vennero disputate in Italia il 2 e il 9 settembre, e valsero alle italiche partecipanti l'esonero dal primo turno di Coppa Italia. In virtù dei punti ottenuti dalle compagini italiane, l'Italia vinse quest'edizione inaugurale del torneo.

## Risultati
| Squadra 1       | Totale | Squadra 2  | Andata | Ritorno |
| --------------- | ------ | ---------- | ------ | ------- |
| Nizza           | -      | Milan      | 3-3    | 0-4     |
| RC Parigi       | -      | Inter      | 3-0    | 2-2     |
| Nîmes Olympique | -      | Fiorentina | 0-2    | 1-4     |
| Stade de Reims  | -      | Juventus   | 3-4    | 2-5     |
| Le Havre        | -      | Atalanta   | 2-3    | 1-0     |

### Classifica
| Lega calcistica | P.ti | V | P | S | RF | RS | DR  |
| --------------- | ---- | - | - | - | -- | -- | --- |
| Italia          | 14   | 6 | 2 | 2 | 27 | 17 | +10 |
| Francia         | 6    | 2 | 2 | 6 | 17 | 27 | -10 |